# United Zion Church
United Zion Church är ett kristet trossamfund med historiska rötter i anabaptism och tysk pietism. Man har idag färre än tusen medlemmar i 13 församlingar i Pennsylvania.

## Historia
Pastor Mathias G Brinser uteslöts 1855 från River Brethren (en grupp som på 1770-talet brutit med mennoniterna i Pennsylvania) eftersom han låtit bygga en kyrka.  Man antog namnet United Zion's Children men kallades av utomstående ofta för Brinserites efter grundaren. Kyrkans nuvarande namn registrerades 1954.

## Mission
1988 påbörjades mission i Santiago, Chile som resulterat i en dotterkyrka,  Iglesia Fuente de Vida med två församlingar. 